# كيث هارت (عالم إنسان)
كيث هارت (بالإنجليزية: Keith Hart)‏ هو عالم إنسان بريطاني، ولد في 1943.